# 18-й окремий вертолітний загін (Україна)
18-й окремий вертолітний загін ЗС України виконує завдання у складі Місії ООН у Демократичній Республіці Конго з 1 грудня 2012 року.
У складі Місії ООН зі стабілізації у Демократичній Республіці Конго, крім військового контингенту, також проходять службу 15 військовослужбовців українського національного персоналу — 11 військових спостерігачів та 4 офіцера штабу.
Станом на осінь 2018 року у ДРК діє 9-а ротація 18-го окремого вертолітного загону ЗСУ, перша ротація закінчила свою місію 1 грудня 2012 року.

## Чисельність та озброєння контингенту

### Особовий склад контингенту
Штатна чисельність контингенту — 156 осіб (ІІ-ротація)
Чисельність за списком — 154 особи з них:
- офіцерів — 79 осіб;

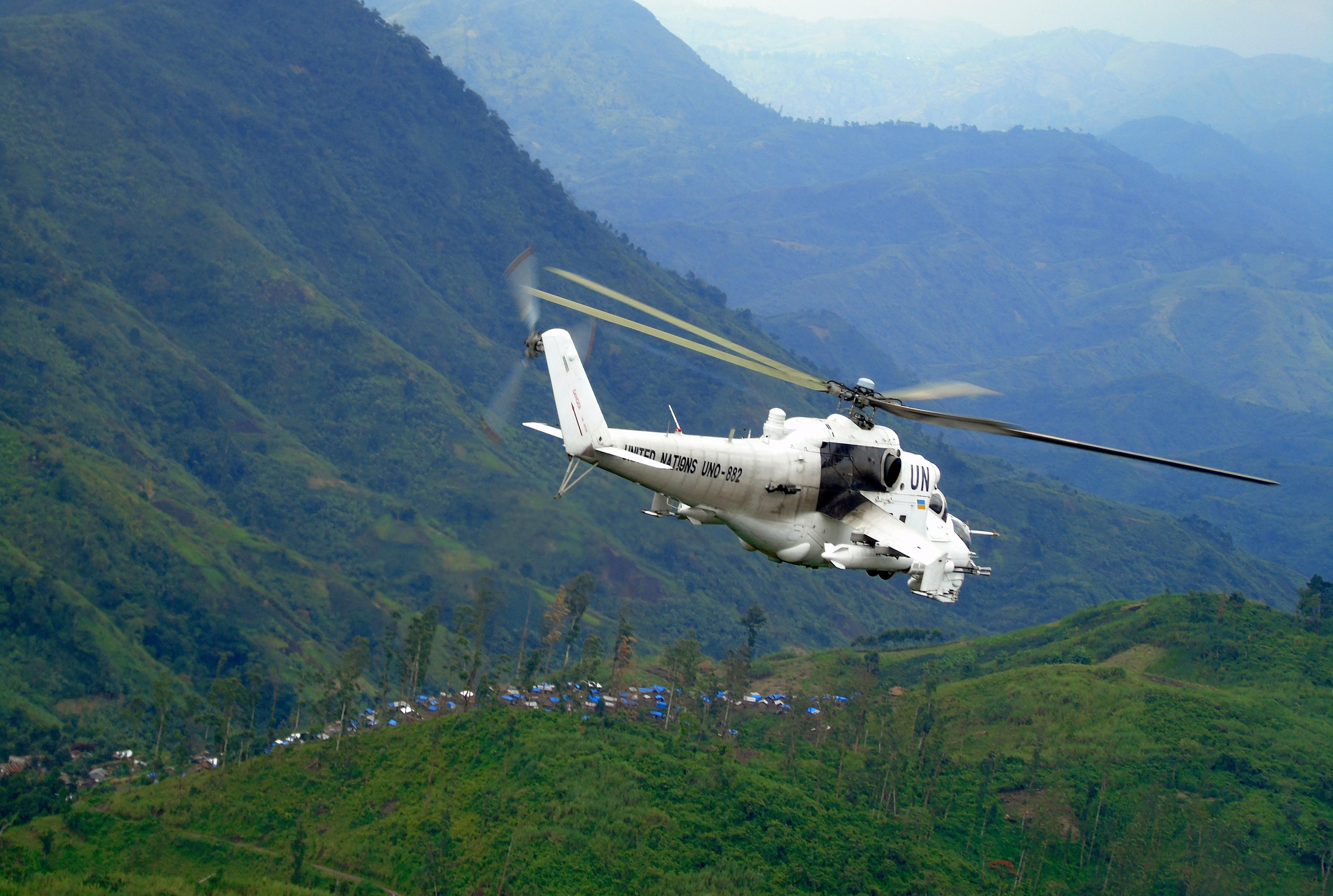
Український Мі-24 у ДР Конго

- старшинського, сержантського та рядового складу — 75 осіб.

Структура контингенту:
- командування
- штаб з відповідними службами

Основні підрозділи:
- вертолітна ланка
- інженерно-авіаційна служба

Підрозділи забезпечення:
- рота аеродромно-технічного забезпечення
- вузол зв'язку та радіотехнічного забезпечення
- взвод охорони
- медичний пункт

### Основне озброєння
- бойові вертольоти Мі-24 — 4 одиниці
- автомобільна та спеціальна техніка — 26 одиниць
- причепи — 16 одиниць

2015 року до ДРК було доставлено на борту Ан-124 «Руслан» 2 ударні вертольоти Мі-24П та 2 Мі-8МТ та інше майно для підтримання життєдіяльності українських миротворців та виконання завдань за призначенням в африканській країні

## Ротації
- 1-ша ротація (з 28 лютого 2012 по 1 грулня 2012)
- 2-га ротація (з 1 грудня 2012 по серпень 2013)
- 3-тя ротація (з серпня 2013 до травня 2014, 250 військовослужбовців)
- 4-та ротація (з травня 2014 по 3 лютого 2015, 224 військовослужбовці)
- 5-та ротація (з лютого 2015)
- 6-та ротація
- 7-ма ротація
- 8-ма ротація
- 9-та ротація
- 11-та ротація (з грудня 2019 по червень 2020)[1]
- 12-та ротація[2]

## Дислокація
Український миротворчий контингент базуватиметься на сході країни, в місті Гома.

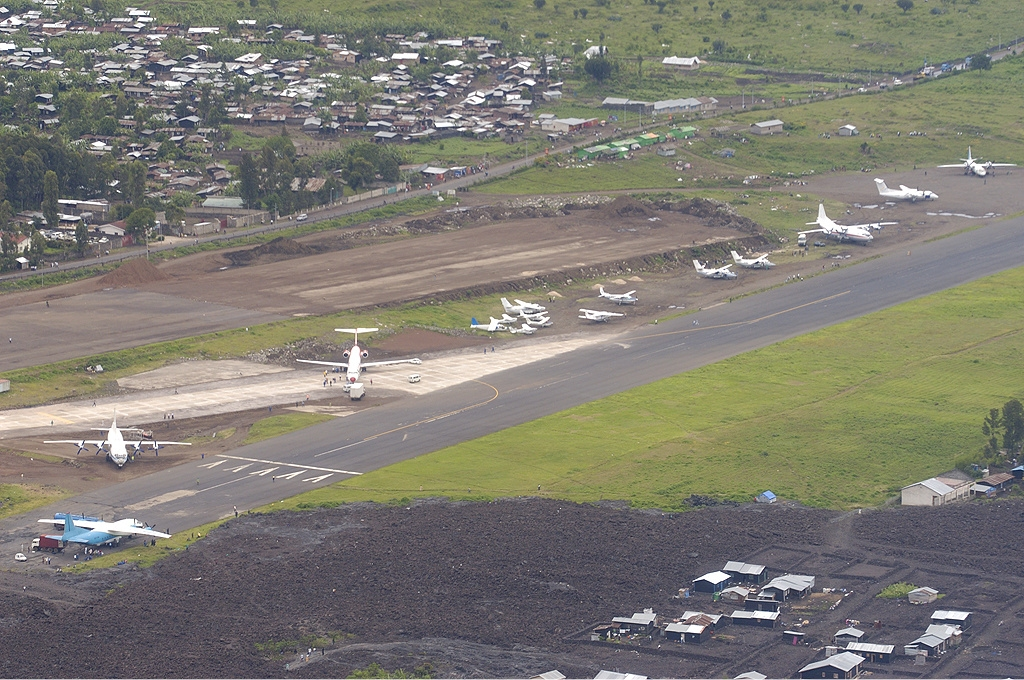
Аеропорт в Гомі

Провінція Північне Ківу

Аеродром Гома:
- особовий склад — 130 осіб
- вертольоти Мі-24 — 2 одиниці

Аеродромі Бунія:
- особовий склад — 24 особи
- вертольоти Мі-24 — 2 одиниці

## Хід операції
23 березня 2012 року о 15.00 за київським часом, під час виконання завдання, було обстріляно вертоліт української миротворчої місії. Поранений перекладач, його доставили у шпиталь, стан стабільний.
8 травня 2012 року, була проведена операція сил ООН, повітряну підтримку яким склали вертолітна ланка 18-го окремого вертолітного загону ЗСУ.
Протягом 3-х місяців 2018 року несення служби 9-ю ротацією підрозділу екіпажі бойових Мі-24 відпрацювали 139 задач з вогневого ураження сил місцевих незаконних збройних формувань. З них, 124 припали на листопад 2018 року. Це пов'язано з тим, що саме цього місяця Місією та підрозділами Збройних сил ДР Конго було проведено масштабну військову операцію під умовною назвою «Скорпіон» зі знищення осередків бойовиків незаконного збройного формування «ADF» (з англ. — Allied Democratic Forces). Операцію «Скорпіон» було проведено в три етапи, в ході яких залучались сили та засоби підрозділів спеціального призначення Гватемали та Танзанії, піхотних батальйонів Збройних сил Республіки Малаві та Південно-Африканської Республіки, а також вертольоти: Мі-8 та ударні Мі-24 Збройних Сил України та «Oryx» від ПАР.